# Myggan (barnprogram)
Myggan är ett samnordiskt TV-program för barn. Det sändes i 52 halvtimmeslånga avsnitt i Sveriges Television första gången 1992 och har därefter flera gånger sänts i repris i Barnkanalen.
Programmets idé var att ta upp funderingar och berättelser om stort och smått från barn. En annan poäng var att låta de unga tittarna möta de andra nordiska språken, kulturerna och besöka grannländerna. 
Programledare var Sidsel Agensö från Danmark, Nadia Hasnaoui från Norge, Mikael Rejström från Finland och Bengt Stenberg från Sverige.